# Furacão Betsy
O furacão Betsy foi um ciclone tropical intenso e destrutivo que causou danos generalizados a áreas da Flórida e da costa central do Golfo dos Estados Unidos em 19 de setembro65. A natureza errática da tempestade, juntamente com sua intensidade e tempo de preparação minimizado contribuíram para tornar Betsy o primeiro ciclone tropical na bacia do Atlântico a acumular pelo menos $ 1 mil milhões em danos. Embora a tempestade tenha afetado principalmente áreas do sul da Flórida e da Luisiana, efeitos menores foram sentidos nas Bahamas e no interior dos Estados Unidos até o Vale do Rio Ohio. Betsy começou como uma depressão tropical ao norte da Guiana Francesa em 27 de agosto, e depois fortaleceu à medida que se movia na direção noroeste geral. Depois de executar um ligeiro loop anticiclônico ao norte das Bahamas, Betsy passou a se mover através de áreas do sul da Flórida em 8 de setembro, causando grandes danos às colheitas. Depois de emergir no Golfo do México, o ciclone fortaleceu-se e atingiu seu pico de intensidade equivalente ao de um furacão de categoria 4 em 10 de setembro antes de logo depois fazer seu desembarque (landfall) final perto de Grand Isle, Luisiana. Uma vez sobre terra, Betsy demorou a enfraquecer e persistiu por mais dois dias antes de degenerar em uma tempestade extratropical; esses remanescentes duraram até 13 de setembro.
Como um ciclone tropical em desenvolvimento, Betsy passou pela ilhas de Sotavento ao norte, produzindo rajadas moderadas e chuvas leves, embora apenas danos mínimos tenham sido relatados. Depois de passar em águas abertas por vários dias, Betsy havia se fortalecido significativamente ao se mover pelas Bahamas. Lá, ocorreram danos consideráveis, principalmente nas lavouras nas ilhas do arquipélago. Para o grupo de ilhas das Bahamas, Betsy foi considerado o pior furacão desde que um ciclone tropical atingiu a região em 1929. Um apagão generalizado elétrico e danos materiais ocorreram devido aos fortes ventos da tempestade. No geral, os danos nas Bahamas chegaram a pelo menos US$ 14 milhões, e uma fatalidade ocorreu. Depois Betsy seguiu para o oeste e atingiu o sul da Flórida, onde foi considerado o pior ciclone tropical desde um furacão em 1926. A forte maré de tempestade de Betsy inundou grandes porções de Florida Keys, inundando as ruas e causando danos generalizados. A única rota de saída da península das Keys para o continente foi cortada pela tempestade. Só na Flórida, Betsy acumulou US$ 139 milhões em danos e cinco mortes.

Os impactos mais graves de Betsy foram sentidos na Luisiana, onde atingiu o continente como um furacão poderoso de categoria 4. O ciclone impulsionou uma tempestade prejudicial para o Lago Pontchartrain, rompendo diques em Nova Orleães e inundando vários bairros, principalmente o Nono Distrito inferior. Ventos fortes causaram interrupções generalizadas de serviço de eletricidade e telecomunicações em toda a região. Mais para o interior, os efeitos causados por Betsy foram consideravelmente mais fracos, embora a precipitação causada pela tempestade tenha se estendido até o nordeste da Pensilvânia. As chuvas foram benéficas principalmente no Arkansas, embora inundações localizadas tenham impactado as safras de arroz e algodão. Em Kentucky e Illinois, ventos fortes causaram danos moderados a propriedades. Quando os remanescentes de Betsy se mudaram para o Nordeste dos Estados Unidos, os ventos da tempestade e as chuvas diminuíram substancialmente e, como tal, os danos causados pelo vento foram menores, enquanto a precipitação beneficiou as colheitas. No total, os danos causados por Betsy ao longo de sua existência equivaleram a cerca de US$ 1,42 mil milhões, tornando-o o furacão mais custoso do Atlântico na época. Além disso, o furacão causou 81 mortes, principalmente na Luisiana. Após a temporada, o United States Weather Bureau retirou o nome Betsy de suas listas rotativas de nomes de ciclones tropicais.

## História meteorológica
As origens do furacão Betsy podem ser rastreadas até uma área de clima perturbado a sudoeste de Cabo Verde que foi identificada pela primeira vez por meio de imagens de satélite TIROS em 23 de agosto. Seguindo para o oeste, a onda tropical foi sobrevoada por um avião de reconhecimento da Marinha dos Estados Unidos no início de 27 de agosto, que concluiu que o distúrbio havia se tornado um ciclone tropical de intensidade moderada. Com base nas informações do voo, estimou-se que o sistema havia se organizado em uma depressão tropical por volta das 0000 UTC em 27 de agosto,  560 km (350 mi) leste-sudeste de Barbados. Embora operacionalmente o escritório do Departamento de Meteorologia dos Estados Unidos em San Juan, Porto Rico tenha atualizado a perturbação para intensidade de tempestade tropical três horas após seu primeiro boletim de ciclone tropical naquele mesmo dia, pós-análise indicou que no clima tropical a depressão permaneceu na mesma intensidade até 1200 UTC em 29 de agosto.  No entanto, o ciclone tropical recebeu o nome de Betsy por um período de tempo como uma depressão tropical, ao contrário do procedimento típico de nomenclatura de ciclone tropical. À medida que Betsy se aproximava das Ilhas de Barlavento, ela começou a se mover em uma direção mais a noroeste, e foi brevemente localizada no Mar do Caribe durante a madrugada de 28 de agosto antes de reemergir no Oceano Atlântico no dia seguinte,  após o qual Betsy foi atualizado para a classificação de tempestade tropical na pós-análise.

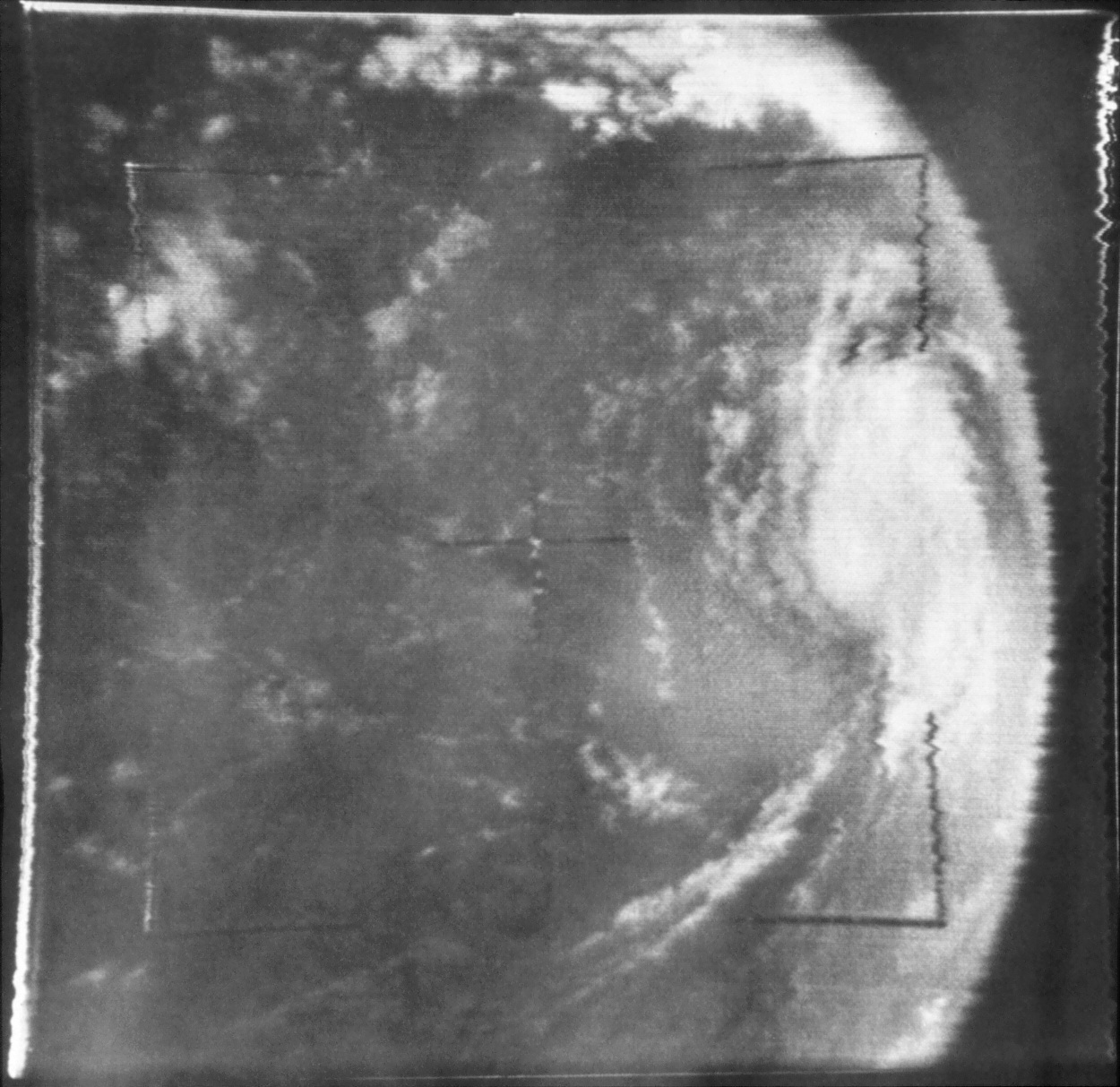
Antecedente de Betsy para ser atualizado para a intensidade do furacão em 29 de agosto

Ao se mover para o noroeste das Ilhas Sotavento, Betsy entrou em condições favoráveis para um desenvolvimento acentuado. Um vale de nível superior centrado a uma curta distância ao norte da tempestade tropical aumentava as condições de fluxo e a divergência de velocidade. Nessas condições, Betsy intensificou rapidamente e as missões de reconhecimento da Força Aérea dos Estados Unidos e do Weather Bureau indicaram que a tempestade tropical atingiu a intensidade de um furacão às 0000 UTC em 30 de agosto, centralizado aproximadamente a 320 km (200 mi) ao norte-nordeste de Porto Rico. Por coincidência, as responsabilidades de previsão foram transferidas para o Weather Bureau Office em Miami, Flórida, ao mesmo tempo; no entanto, o furacão ainda estava sob a alçada do Weather Bureau em si. Devido ao aumento da pressão atmosférica em altura ao norte, Betsy drasticamente reduzia a velocidade de deslocação e intensificação,  e manteve-se estacionária durante um período de tempo de 31 de agosto antes de começar a flutuar para o oeste.  Em 2 de setembro, Betsy começou a se intensificar rapidamente, e depois de se fortalecer para o equivalente a um furacão categoria 3 - um grande furacão na escala de vento atual da escala de  furacões de Saffir – Simpson - o pequeno furacão atingiu a intensidade de categoria 4 e atingiu uma intensidade de pico inicial com ventos de 230 km/h (140 mph) às 0000 UTC em 4 de setembro, embora situado bem ao norte das ilhas Turcas e Caicos.
No entanto, em 5 de setembro, uma crista bloqueadora de alta pressão situada sobre o leste dos Estados Unidos forçou Betsy a fazer um loop no sentido horário e seguir um caminho incomum ao sudoeste, redirecionando-o para a Flórida e as Bahamas. Quase ao mesmo tempo, o furacão enfraqueceu para a intensidade de categoria 2, embora mais tarde tenha sido reforçada para a intensidade de categoria 3 em 6 de setembro.  O caminho atípico para sudoeste de Betsy o trouxe diretamente sobre várias ilhas ao norte das Bahamas, incluindo a Ilha Grande Abaco. Depois de parar pela terceira vez sobre partes das Bahamas centrais, o grande furacão retomou sua rota anterior para o oeste em direção ao sul da Flórida. No início de 8 de setembro, Betsy aterrissou (landfall) em Key Largo, no extremo sudeste da Flórida, com ventos de 201 km/h (125 mph) e uma pressão barométrica mínima de 953 mbar ( hPa; 28,15 inHg ).  Sem muita mudança na força,  o intenso furacão atravessou rapidamente Upper Keys e a Baía da Flórida antes de emergir ao meio-dia de 8 de setembro no Golfo do México.

Situado nas águas quentes do Golfo do México em 8 de setembro, Betsy começou a se fortalecer e acelerar para o oeste e depois para o noroeste, sob a influência da mesmo crista de alta pressão que a tinha forçado para sudoeste três dias antes. Mais ou menos ao mesmo tempo, as operações de previsão de furacões foram entregues ao Gabinete do Weather Bureau em Nova Orleães, Luisiana. Durante a sua passagem pelo Golfo, Betsy acelerou para uma velocidade máxima de deslocação de 35 km/h (22 mph), uma velocidade anormalmente alta para um ciclone tropical que atravessa o Golfo do México. Às 06: 00 UTC em 9 de setembro, estima-se que o furacão tenha recuperado a intensidade de categoria 4 na costa do Golfo Dos Estados Unidos. Às 00: 00 UTC no dia seguinte, Betsy atingiu seu pico de intensidade com ventos de 140 km/h mph (220 km/h) e uma pressão central mínima de 942 mbar (hPa; 27, 79 pouco antes de se mudar para terra, uma área rural da costa da Luisiana adjacente a Houma e Grand Isle no início de 10 de setembro. Uma vez no interior, Betsy rapidamente enfraqueceu, e em paralelo com o Rio Mississippi antes de degenerar em uma depressão tropical por volta das 0600 UTC no dia seguinte. Depois, começou a seguir para nordeste ao longo do Rio Ohio antes de se transformar num ciclone extratropical em 12 de setembro. A circulação extratropical remanescente de Betsy persistiu para o sul de Ohio antes de se dissipar inteiramente até 0000 UTC em 13 de setembro.

## Preparativos

### Bahamas, Cuba e Flórida

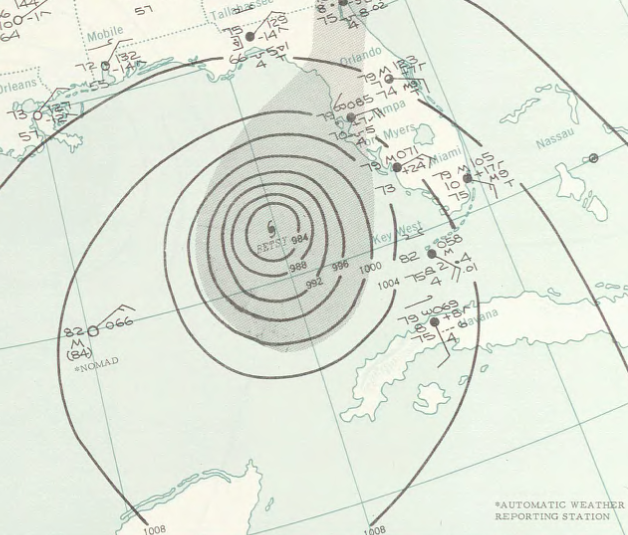
Mapa de análise do clima da superfície de Betsy em 8 de setembro

No Cabo Kennedy, a NASA atrasou a construção de um foguete Atlas-Centauro que seria usado para lançar uma nave em direção à Lua como parte do Programa de Pesquisadores em 2 de setembro. Vários outros foguetes preparados nas plataformas de lançamento do local foram preparados para uma possível corrida de emergência caso o furacão atingisse a área. Outro pessoal espacial americano estacionado na Ilha de Grande Turca e Mayaguana deu início às medidas preparatórias depois que a Força Aérea dos Estados Unidos emitiu um Alerta No. 1 para a região. O pessoal de um pequeno posto avançado em Allan Cay foi evacuado para Grande Bahama, apesar das indicações na época de que Betsy se afastaria das Bahamas ou da costa leste dos Estados Unidos. Em Brunswick, Geórgia a Estação Aérea Naval da Geórgia Glynco, 21 caças-bombardeiros a jato foram evacuados para o interior. Em 4 de setembro, helicópteros chegaram ao farol em Frying Pan Shoals Light para evacuar os operadores do farol devido à ameaça iminente de um furacão. Na área de Palm Beach, um grupo composto pelo presidente regional de desastres da Cruz Vermelha, Forest W. Dana, e autoridades da cidade próxima realizaram um serviço de vigilância por rádio quase ininterrupto. Os voluntários da Cruz Vermelha nas Carolinas montaram três sedes distritais para preparar abrigos, programas de primeiros socorros e comunicações. A agência de ajuda humanitária também preparou sete primeiros socorros e carrinhas para distribuição de alimentos nas cidades de New Bern e Wilmington na Carolina do Norte e Charleston, na Carolina do Sul. O Departamento de Agricultura dos Estados Unidos preparou alimentos para o caso de uma emergência para os dois estados.
Depois que Betsy estagnou e assumiu um curso de sudoeste em direção ao sul da Flórida, as medidas de precaução cessaram nas Carolinas, mas foram iniciadas na Flórida e nas Bahamas. A Mackey Airlines ao longo de três voos ajudou na evacuação de 227 residentes da Ilha West End para Miami, Fort Lauderdale e West Palm Beach, Flórida. Três aviões Douglas DC-6 adicionais da Mackey Airlines evacuaram 240 pessoas, principalmente turistas americanos, de Nassau a Miami. Vários voos comerciais entre o arquipélago e a Flórida foram cancelados devido à tempestade iminente. Na Flórida, várias agências de ajuda prepararam 9.000 cachorros-quentes, 8.000 hambúrgueres e 6.000 porções de frango, para serem doadas a hospitais locais e organizações de caridade. O Departamento de Meteorologia dos Estados Unidos pediu a reabertura de lojas de mercearias e madeira que haviam sido fechadas para o Dia do Trabalho, a fim de aumentar a disponibilidade de materiais de preparação para furacões para as populações potencialmente afetadas. No centro de Miami, um plano de coordenação de tráfego para a evacuação de veículos e embarcações aquáticas pela ponte Brickell Avenue Bridge foi implementado. A base áerea de reserva Homestead Air Reserve Base entrou em fase 2 de seu plano de preparação para furacões, no qual aeronaves estacionadas na base foram atendidas para possível evacuação para bases em Michigan e Indiana. Após a reviravolta de Betsy para sudoeste em direção à península em 7 de setembro, o Weather Bureau aconselhou fortemente os procedimentos de evacuação entre Fort Lauderdale e Key Largo. A evacuação foi fortemente aconselhada em Florida Keys, onde o aumento da água como resultado da tempestade poderia inundar partes da Rota 1 dos EUA - a única via de acesso principal das Chaves (Keys) ao continente. No geral, cerca de 50.000 dos residentes estavam nas regiões costeiras, onde as evacuações foram aconselhadas. A Marinha dos Estados Unidos abandonou seu projeto habitacional em Big Pine Key para evitar o furacão, enquanto os delegados do xerife em Marathon, Tavernier e Islamorada aconselharam fortemente a evacuação dessas respectivas cidades. Vários escritórios, empresas e escolas foram fechados antes do furacão. As companhias aéreas cancelaram o serviço para Fort Lauderdale e Miami. No último, as equipas da cidade desmontaram os semáforos ao longo do Biscayne Boulevard; tal procedimento foi influenciado pelos danos causados pelo furacão Cleo um ano antes.
Em 7 de setembro, o Departamento de Meteorologia dos Estados Unidos previu que Betsy chegaria a terra na província de Matanzas, em Cuba. O Observatório Nacional de Cuba expressou preocupação com a costa norte da ilha, das províncias de Havana a Camagüey, e em particular as províncias de Matanzas e Las Villas. A Rádio Cubana alertou os moradores da costa norte do país, potencialmente ameaçados pelo furacão, a tomarem as precauções necessárias em caso de uma emergência. Os serviços de rádio em Havana alertaram os residentes ao longo da costa da província de Pinar del Río sobre uma tempestade potencialmente perigosa e pediram medidas de precaução imediatas.

### Alertas e avisos
Após o desenvolvimento operacional de Betsy em uma tempestade tropical em 27 de agosto, o Escritório do Departamento de Meteorologia de San Juan emitiu Avisos de Vendaval para Barbados, São Vicente e Granadinas e Martinica. O serviço meteorológico aconselhou que as pequenas embarcações nas ilhas de Barlavento e Sotavento permanecessem no porto até que a tempestade passasse. Esses avisos de vendaval foram no dia seguinte expandidos para incluir Dominica e Guadalupe. A meio-dia de 28 de agosto, as advertências foram reduzidas para Barbados e São Vicente e Granadinas e aumentadas para áreas do norte das Ilhas Sotavento e, posteriormente, Porto Rico. Mais tarde naquele dia, as advertências em Dominica e Guadalupe foram interrompidas. Todos os avisos associados ao ciclone tropical em desenvolvimento foram interrompidos por um período de tempo em 29 de agosto, enquanto Betsy estava se afastando de qualquer massa de terra. Depois que o furacão parou temporariamente e começou a seguir para oeste em 1 de setembro,  o Weather Bureau começou a alertar os interesses nas Bahamas. Embora nenhum aviso tenha sido especificado, a agência de monitoramento de ciclones tropicais previu ventos com força de furacão e ondas fortes para impactar as Ilhas Turcas e Caicos e Mayaguana; essas previsões foram alteradas depois que Betsy começou a rastrear para o noroeste. Ameaçando as costas da Geórgia e das Carolinas em 4 de setembro, o Weather Bureau anunciou a possibilidade de um alerta de furacão para essas áreas costeiras, mas na época decidiu atrasar a emissão de tais alertas devido ao movimento lento de Betsy. No entanto, a organização aconselhou que as pequenas embarcações nas águas costeiras adjacentes à costa entre Cape Kennedy e Sandy Hook, Nova Jérsia permanecessem no porto, e outras embarcações pequenas ao norte de Miami, Flórida e nas águas das Bahamas, para ter cautela. Como resultado de Betsy executar um loop e começar a rastrear para sudoeste, esses alertas nunca foram emitidos, no entanto, o Departamento de Meteorologia aconselhou extrema cautela em várias ilhas das Bahamas, embora mais uma vez nenhum aviso tenha sido especificado. No entanto, o alerta geral de emergência de furacão foi emitido no início de 16 de setembro para ilhas no norte das Bahamas, bem como para as águas adjacentes. Alertas de furacão e avisos de vendaval também foram emitidos para as ilhas vizinhas ao mesmo tempo. Esses avisos e produtos de alerta para as Bahamas foram mantidos até o final de 7 de setembro.

No início de 6 de setembro, enquanto Betsy estava rastreando através das Bahamas, um alerta de furacão e vendaval foi emitido para partes da costa sudeste da Flórida, de Cabo Kennedy a Key West. No final daquele dia, no entanto, áreas da zona de vigilância de Palm Beach a Key West e Everglades City foram atualizadas para o status de alerta de emergência de furacão. Avisos adicionais de furacões foram lançados para áreas da costa oeste da Flórida, de Everglades City a Punta Gorda. Na noite seguinte, a zona de alerta de emergência de furacão foi expandida para incluir áreas da costa leste ao norte até Fort Pierce e na costa oeste ao norte até Veneza. Os avisos de vendaval também foram expandidos para incluir áreas costeiras de Jacksonville a St. Marks. Os alertas de furacão foram estendidos de forma semelhante para incluir as regiões costeiras da Flórida, desde os limites dos avisos de furacão até Daytona Beach e Cedar Keys, nas costas leste e oeste da península, respectivamente. Assim que Betsy começou a se mover pela península, no entanto, os boletins de avisos e alertas começaram a ser descontinuados por regiões, com todos os boletins pertencentes à Flórida descontinuados ao meio-dia de 8 de setembro. Depois de deixar a área da Flórida, a primeira observação de furacão pertencente à Costa Central do Golfo dos Estados Unidos ocorreu no final de 8 de setembro, quando o escritório do Weather Bureau em Nova Orleães emitiu um alerta de furacão para as áreas costeiras da Baía de Matagorda ao Delta do Rio Mississippi. Cedo no dia seguinte, avisos de emergência de furacão foram emitidos para áreas que se estendem de Galveston, Texas ao delta do rio Mississippi, e avisos de vendaval em outros lugares da baía de Mobile à baía de Matagorda. Após completar sua recurvatura para noroeste, os avisos de emergência de furacão foram mudados para o leste para incluir áreas desde a foz do Delta do Rio Mississippi até Mobile, Alabama. Os avisos de vendaval foram efetuados por essa mudança e, como tal, também foram estendidos para incluir áreas a oeste da Cidade do Panamá, Flórida. Em 9 de setembro, os avisos de furacão foram novamente estendidos para o leste até Pensacola, Flórida, enquanto foram interrompidos para a costa do Texas. Esses avisos permaneceram em vigor até 10 de setembro, momento em que Betsy havia enfraquecido o suficiente para não justificar tais avisos e alertas.

## Impacto

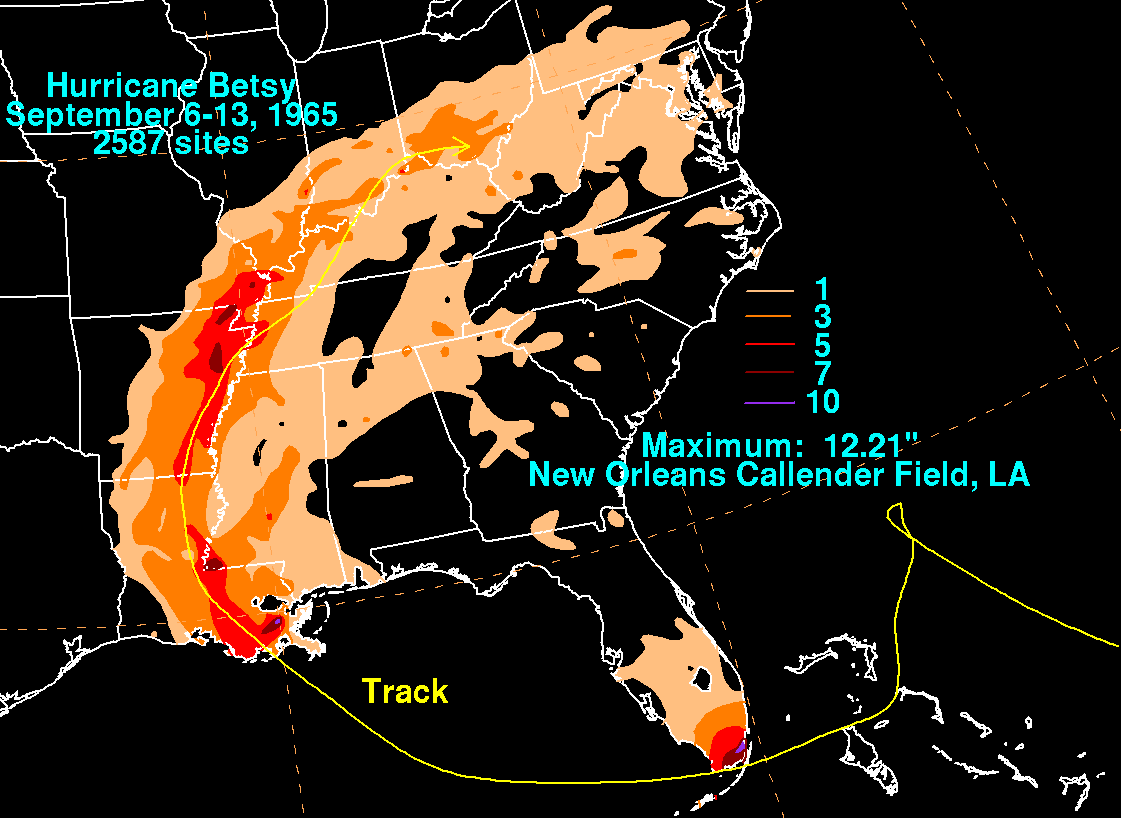
Total de chuvas nos Estados Unidos

Os efeitos do furacão Betsy foram de longo alcance e gravidade sem precedentes. Embora a extensão dos impactos tenha sido limitada às Bahamas e partes dos Estados Unidos, os danos nessas respectivas regiões foram consideráveis. De acordo com a Divisão de Pesquisa de Furacões do Laboratório Oceanográfico e Meteorológico do Atlântico, Betsy produziu ventos de categoria 3 (179 km/h (111 mph) ou superior no sudeste da Flórida e no sudeste da Luisiana. No entanto, ventos de tal intensidade também foram relatados nas Bahamas. O número final de danos enumerados de US$ 1,42 mil milhões em custos de danos fizeram de Betsy o primeiro ciclone tropical dos Estados Unidos a acumular mais de US$ 1 mil milhões em danos, não ajustados pela inflação. Por esse motivo, o ciclone tropical foi apelidado de "Billion Dollar Betsy".

### As Bahamas
Durante a abordagem inicial de Betsy do arquipélago das Bahamas em 2 de setembro, ondas fortes e ondas altas foram relatadas nas ilhas do sudeste, embora nenhum dano tenha sido relatado. Muitos dos danos infligidos às Bahamas por Betsy ocorreram entre 6 a 8 de setembro, quando o ciclone tropical atravessou o norte das Bahamas como um furacão de categoria 3.  A trilha anterior foi semelhante à de outro grande furacão em 1929, que também se curvou drasticamente para o sudoeste antes de causar danos significativos ao grupo de ilhas. Da mesma forma, Betsy foi considerado o pior furacão que atingiu a região desde então. Parando nas Bahamas por um período de tempo enquanto se movia pelas ilhas, vários locais sustentaram os efeitos de Betsy por períodos prolongados de tempo, apesar do tamanho relativamente pequeno do ciclone tropical. Ocorreu um apagão generalizado do serviço de eletricidade e de comunicações, impedindo o fluxo de relatórios entre o norte das Bahamas e outras zonas conforme a tempestade ocorria. Isso incluía centros de comunicação da NASA no Cabo Kennedy, que haviam perdido contato com estações de rastreamento de mísseis de baixo alcance no arquipélago. Ao longo da duração do furacão, a pressão mais baixa medida foi 961 mbar (hPa; 28,40 inHg) na cidade de Dunmore em Harbor Island. No entanto, nenhuma medição de vento foi registada junto com a leitura de pressão devido a uma falha de energia resultante.
No mar, o cargueiro dos Países Baixos Sarah Elizabeth foi atingido no mar agitado e perdeu o controle de seu leme enquanto era puxado por ondas contínuas em direção à ilha Egg. Como resultado, os operadores do navio transmitiram um sinal SOS, ao qual a Guarda Costeira dos Estados Unidos respondeu despachando um navio cutter e vários navios mercantes para ajudar na escolta do cargueiro atingido para um local seguro. No entanto, cerca de cinco horas depois, a tripulação do Sarah Elizabeth conseguiu navegar para águas mais seguras dentro do Canal de Providence. Dois iates de luxo dentro do porto foram destruídos, com dezenas de embarcações menores danificadas, como resultado do vento e das ondas.

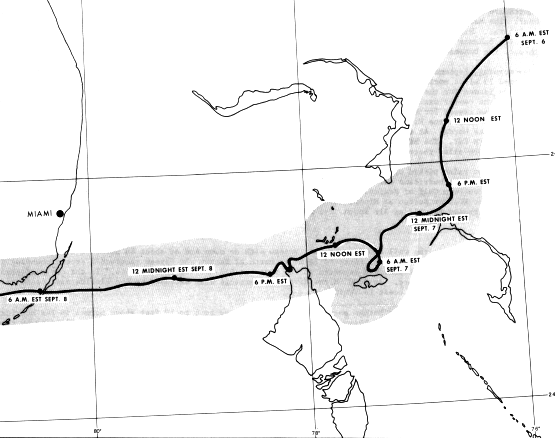
Rastreio de Betsy pelas Bahamas

Passando ao norte de Nassau, Betsy causou danos consideráveis à capital e ao resto da Ilha de New Providence quando a parede do olho do furacão parou sobre a área. A última mensagem recebida pelo escritório do Miami Weather Bureau dos operadores de comunicação em Nassau durante a tempestade foi um relatório de 80 mph (130 km/h) ventos e mar agitado no final de 6 de setembro. Os fortes ventos derrubaram linhas elétricas, árvores e destruíram casas, enquanto as fortes chuvas, que se acumularam ao longo de vários dias, inundaram as ruas da cidade. Outras ruas estavam cheias de cocos, folhas de palmeira e outros detritos soprados ou derrubados pelos fortes ventos. Grande perda de arbustos também foi relatada devido aos efeitos da tempestade. Uma forte maré de tempestade estimada em 10 ft (3.0 m) varreu para o distrito de compras à beira-mar de Bay Street, inundando a famosa área de compras. O destacamento da polícia local, que estava escondida dentro de um quartel à beira-mar, foi forçado a se refugiar em uma escola próxima devido à tempestade. Ao longo da costa, 500 turistas americanos permaneceram presos em hotéis à beira-mar. Apesar dos efeitos graves, apenas uma pessoa morreu na área de Nassau depois que seu navio foi destruído e naufragou no porto de Nassau; esta seria a única fatalidade associada a Betsy nas Bahamas.
No West End em Grand Bahama, uma estação meteorológica relatou ventos máximos sustentados de 89 mph (143 km/h), com outros locais em outras partes da ilha experimentando rajadas de pelo menos 60 mph (97 km/h). No entanto, nenhum dano foi relatado. De todas as ilhas, os ventos mais fortes foram relatados na Ilha de Abaco, onde as áreas estiveram dentro da faixa de ventos com força de furacão de Betsy por mais de 20 horas. Em Green Turtle Cay, uma estação registou ventos de 151 mph (243 km/h), bem na intensidade de categoria 4 na escala de furacão Saffir – Simpson dos dias modernos. Outra estação em Hope Town mediu uma rajada de vento de pico de 178 mph (286 km/h). A totalidade de Hope Town foi coberta com areia a uma profundidade de 2 ft (0.61 m), e o clube do porto local foi amplamente danificado. Outras docas foram danificadas ou completamente destruídas. Embora tenha havido relativamente pouca chuva, as inundações costeiras danificaram muitas casas a um ponto que não podiam ser reparadas. Em Marsh Harbor, a maioria das casas ficaram sem telhado. Grandes perdas de safras e árvores frutíferas foram relatadas em Little e Northern Abaco, com prejuízos estimados em bem mais de um milhão de dólares. No sul das Ilhas Berry, que sofreram ventos com força de furacão por mais de 25 horas e o olho por 3 horas, todas as ilhas sofreram danos de algum grau. Frazers Hog Cay teve várias casas muito danificadas, uma totalmente destruída e toda a distribuição de energia destruída. Apenas Bird Cay, que tinha serviços subterrâneos, conseguiu restaurar a eletricidade e a água no dia seguinte. O porto de Chub Cay foi seriamente danificado. e levaria meses para consertar.

Do outro lado da porção norte da Ilha Eleuthera, Betsy causou danos consideráveis. As comunicações do centro de rastreamento de mísseis da ilha foram perdidas, com a última mensagem transmitida indicando ventos de 130 mph (210 km/h) que posteriormente destruiu um anemômetro. Um cabo de comunicações submarino conectando o centro de rastreamento de mísseis ao Cabo Kennedy foi cortado pela ação das ondas fortes. Em Tarpum Bay, a delegacia de polícia sofreu graves danos após ser atingida por uma tempestade. Outras parcelas e propriedades costeiras foram severamente danificadas pelas ondas. A ponte Glass Window Bridge também foi danificada pela tempestade. Em outros lugares, os veículos foram danificados por destroços caídos levantados pelos fortes ventos associados a Betsy. No geral, o furacão Betsy causou cerca de US$ 14 milhões em danos nas Bahamas, principalmente nas plantações. Reivindicações de seguros foram estimadas em $ 4 milhões. O baixo número de mortos do furacão foi creditado pelo United States Weather Bureau à maré de tempestade relativamente baixa, que, embora áspera, foi insignificante em áreas como em Nassau, e à atenção aos avisos de furacão publicados pelos populações afetadas.

### Flórida

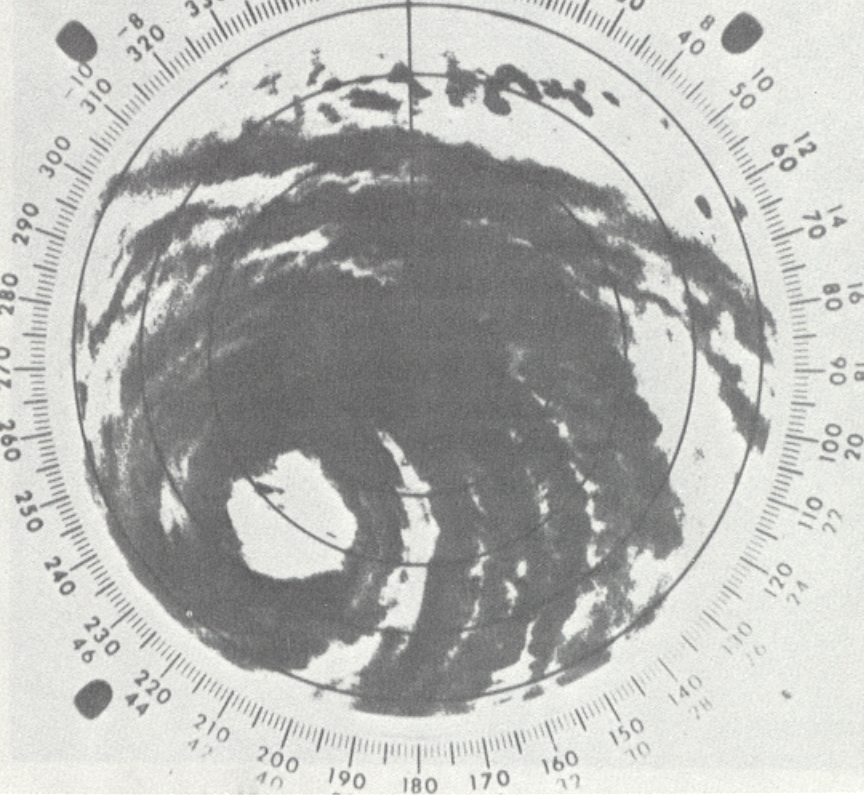
Imagem de radar WSR-57 de Betsy perto de Miami em 8 de setembro

Começando em 7 de setembro, rajadas intermitentes associadas às bandas de chuva externas de Betsy começaram a afetar a costa, produzindo rajadas de mais de 60 mph (97 km/h). Uma dessas rajadas derrubou árvores e danificou toldos em Stuart. Cedo no dia seguinte, Betsy atingiu a costa sudeste da Flórida perto de Key Largo com uma força equivalente à de um furacão de categoria 3.  Ventos intensos foram sentidos em toda a região, com a maior velocidade oficial do vento registada em 125 mph (201 km/h) em Big Pine Key; a mesma estação também registou a rajada mais forte documentada enquanto Betsy estava sobre o sul da Flórida em 165 mph (266 km/h). A pressão barométrica mais baixa registada foi 952 mbar (hPa; 28,12 inHg) em uma estação em Tavernier enquanto estava no centro da tempestade.
Os fortes ventos derrubaram postes de serviços públicos, causando queda generalizada de energia e um apagão nas telecomunicações. Em um ponto, cerca de 25.000 os telefones ficaram fora de serviço, com metade da central telefônica operando com energia de reserva de emergência. Alguns transformadores que explodiram geraram incêndios localizados. Uma pessoa foi morta após ser eletrocutada por uma linha de elétrica caída. Os apagões cortaram o serviço elétrico para 80 por cento dos clientes nas áreas de Miami e Fort Lauderdale. As casas móves foram destruídas por destroços voadores nas mesmas áreas. Várias estradas foram bloqueadas por destroços lançados pelo vento. A estrada US Highway 1, na Flórida, foi interrompida por postes telefônicos caídos, impedindo o acesso terrestre do continente a Florida Keys. Da mesma forma, várias partes da trilha Tamiami foram bloqueadas por árvores caídas. Uma pessoa foi morta após a queda de uma árvore, esmagando o indivíduo. No Aeroporto Internacional de Miami, duas aeronaves de carga bimotor foram destruídas no perímetro do aeroporto. Pesadas perdas agrícolas também resultaram dos ventos fortes. Aproximadamente 25 a 50 por cento da safra de citrinos da Flórida foi danificada após ser derrubada por fortes ventos. Além disso, 90 por cento da safra de abacate dos condados de Dade e Broward avaliada em US$ 2 milhões, foi destruído.
Muitos dos danos infligidos no estado foram causados por uma tempestade invulgarmente forte, que inundou as áreas costeiras e baixas da Flórida. Embora a onda de tempestade mais forte tenha sido posicionada ao norte do olho, longe das regiões mais densamente povoadas da Grande Miami, uma maré anormalmente alta ainda prevaleceu e causou grandes danos ao longo da costa sul da península. Os ventos do norte bem antes da queda de terra de Betsy forçaram a água da Baía da Flórida para Florida Keys, e os danos resultantes foram ainda mais exacerbados quando os ventos do sul durante e após a aproximação do furacão forçaram a água do Atlântico para as ilhas isoladas. Embora se estima que a tempestade tenha atingido seu pico ao longo da costa de North Key Largo com 9 ft (2.7 m), uma medição de 7.7 ft (2.3 m) em Tavernier foi o total medido mais alto. No entanto, uma marca d'água alta de 9 ft (2.7 m) em uma rodovia a oeste de Sugarloaf Key indicou que tais estimativas em North Key Largo eram válidas. A forte tempestade causou severa erosão nas praias, principalmente nas áreas ao sul de Clearwater, na costa oeste do estado, enquanto Betsy estava atravessando o Golfo do México. Em Fort Pierce, as ondas levaram até 10 ft (3.0 m) da praia.

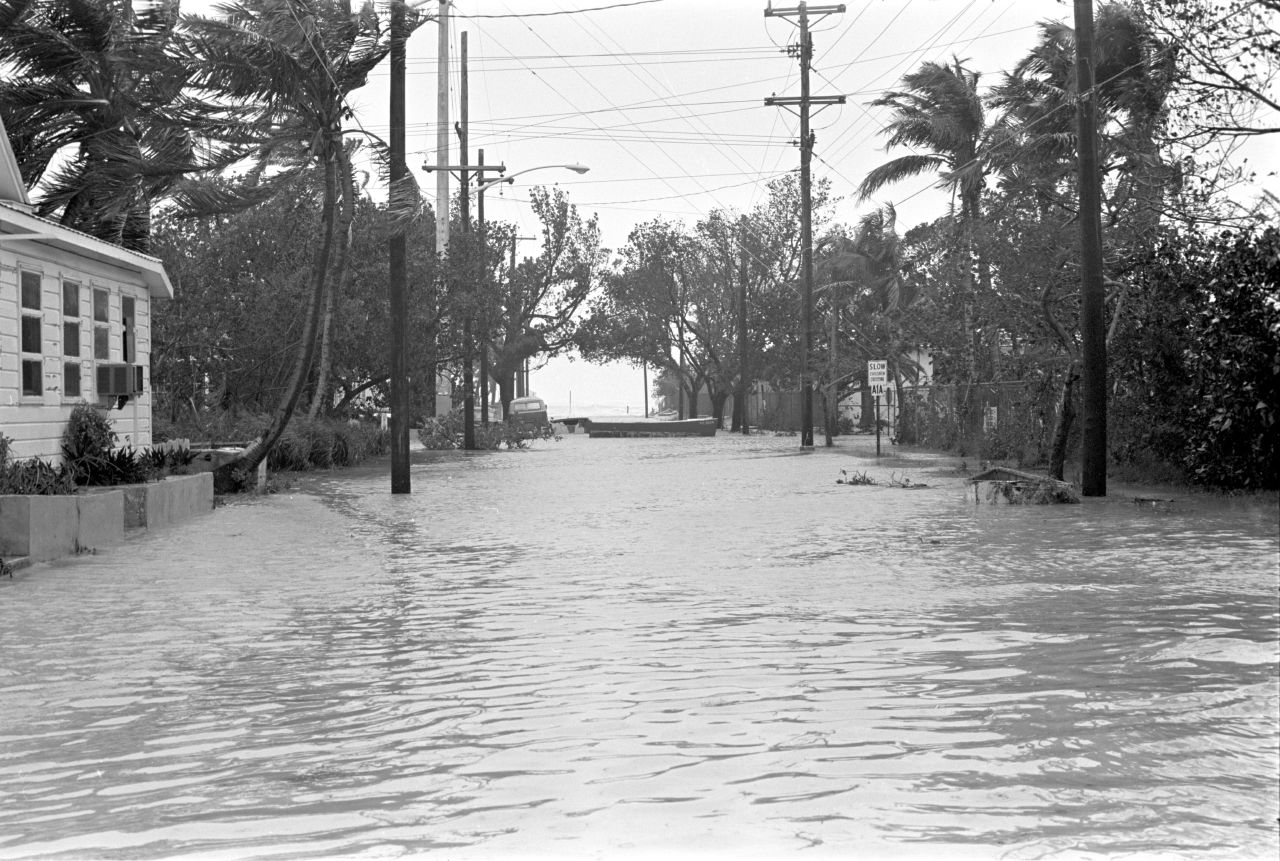
Inundação de rua em Key West

As inundações costeiras em Upper Keys foram severas, com áreas sendo inundadas sob vários metros de água do mar. Ao longo da orla de Miami Beach, uma maré de tempestade medindo 6.1 ft (1.9 m) causou danos extensos a propriedades costeiras ao longo da Baía de Biscayne. Oito pessoas na praia ficaram feridas, principalmente devido a cacos de vidro voando. As estradas foram inundadas, com água excedendo a altura do primeiro andar de alguns edifícios. Como resultado das ondas e do vento, três barcaças foram arrancadas de suas amarras e, mais tarde, derivadas na direção do vento antes de cortar uma parte da estrada sobre água Rickenbacker Causeway, tornando-a intransitável e isolando Key Biscayne do continente. Ao longo da orla, as ondas atingiram hotéis e residências costeiras.
No mar, as fortes ondas fizeram um cargueiro encalhar perto de Palm Beach e nove pessoas ficaram presas em barcos-casa perto de uma ilha de mangue na baía de Biscayne. Outro navio de carga, o panamenho, encalhou na enseada do lago Worth. Em Key Largo, um veleiro de 50 ft (15 m) foi soprado para fora da água em uma vizinhança adjacente. Em outro lugar em Key Largo, as casas foram destelhadas pelos ventos fortes, com outros edifícios danificados por destroços. A água empurrada para o rio Miami fez com que ele transbordasse de suas margens e se espalhasse por vários quarteirões da cidade de Miami. Na área de Miami, Betsy causou a inundação de água do mar mais severa desde que um grande furacão atingiu em 1926; esse recorde foi atribuído à maior tempestade registada em alguns anos. A seção de 8.0 km (5 mi) da estrada State Road A1A, que passa ao lado de Miami e da praia próxima, foi bloqueada por dunas de areia empilhadas no interior pelos fortes ventos. A maré alta também destruiu alguns trechos da estrada entre Fort Lauderdale e Pompano Beach.

A precipitação foi localizada, embora forte, no sul da Flórida. A precipitação atingiu o pico em 300 mm (11.80 in) em Plantation Key em 8 de setembro. A estação meteorológica em Big Pine Key observou a segunda maior precipitação total do estado em 267 mm (10.52 in). Em outros lugares, as chuvas se espalharam para o norte até à baía de Tampa. Embora intensas, as chuvas ajudaram a aliviar parcialmente uma seca simultânea em Everglades. Nenhum dano foi relatado em associação com as chuvas. Um total de três tornados se formaram em associação com Betsy, dos quais dois ocorreram enquanto o grande furacão estava desabando no sul da Flórida. Em 8 de setembro, um tornado se desenvolveu e seguiu perto de Marathon, enquanto outro ocorreu perto de Big Pine Key; ambos os tornados não causaram danos relatados. No entanto, uma tromba d'água se formou perto de Fort Walton Beach, perto do Panhandle da Flórida, no dia seguinte e mais tarde destruiu uma marina com doze barcos. O número relativamente baixo de tornados que se formaram como resultado de Betsy foi devido ao movimento anormalmente rápido que Betsy fez durante sua travessia da península da Flórida e do Golfo do México. No geral, cinco pessoas foram mortas no estado, e os danos totalizaram US$ 139 milhões, principalmente devido à forte tempestade gerada por Betsy.

### Golfo do México

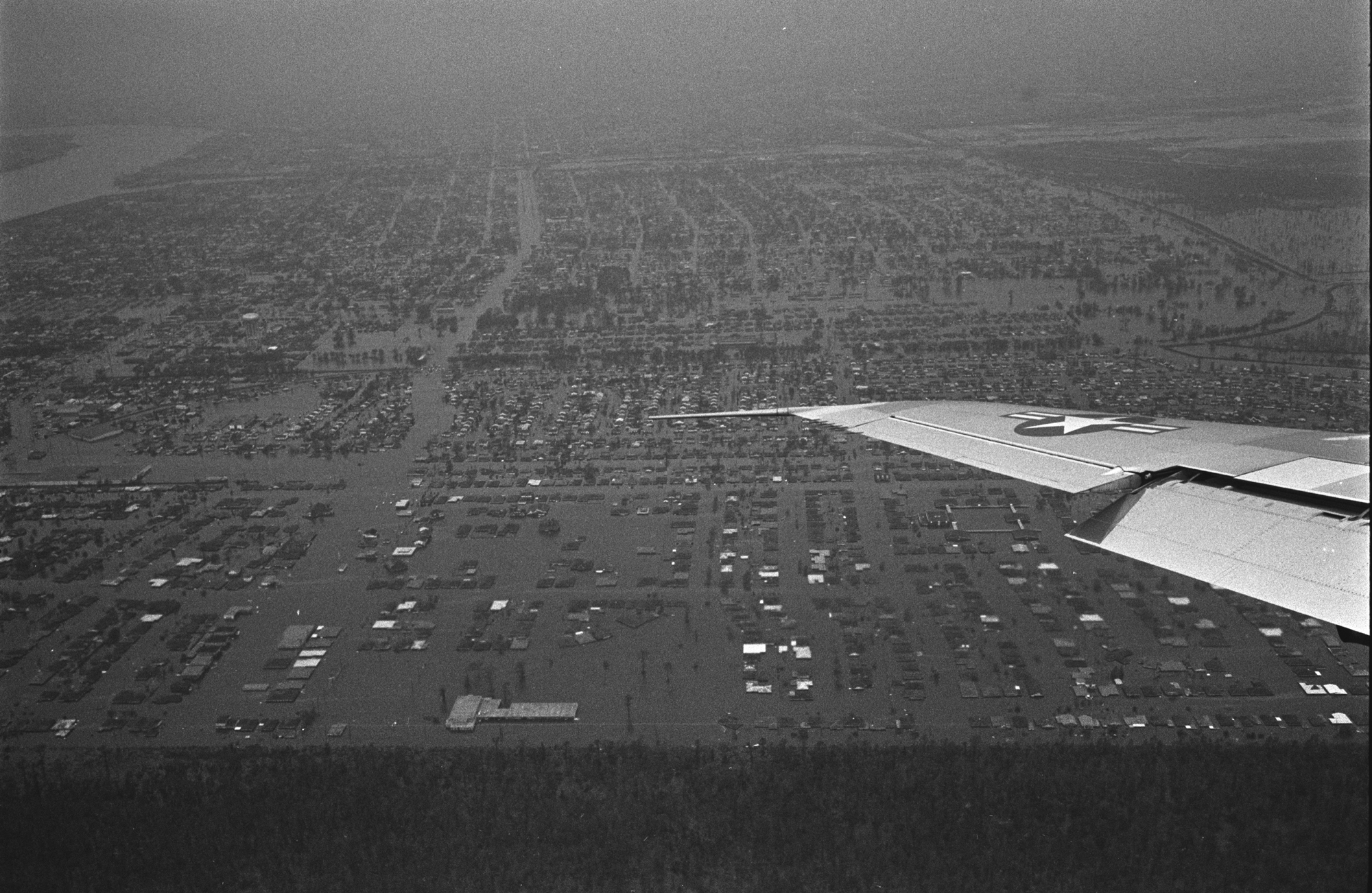
Vista aérea da enchente em Nova Orleans

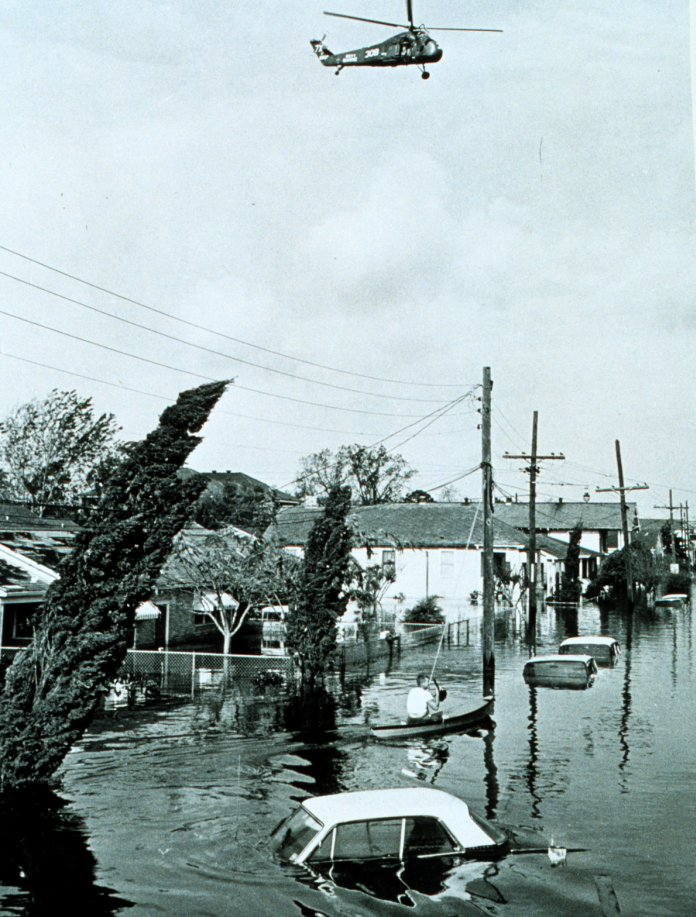
Inundação no Lower 9th Ward de Nova Orleães após Betsy

Oito plataformas de petróleo offshore foram destruídas durante Betsy, com outras sofrendo danos. Uma plataforma de petróleo Shell na foz do rio Mississippi não foi vista novamente. A plataforma petrolífera Maverick, propriedade do futuro presidente George HW Bush, empresa Zapata, também desapareceu durante o ciclone. Foi segurado pelo Lloyd's de Londres por US$ 5,7 milhões (1965 dólares).

### Luisiana
O furacão Betsy atingiu Nova Orleães na noite de 9 de setembro de 1965. Ventos com 110 mph (180 km/h) e cortes de eletricidade foram relatados em Nova Orleães. O olho da tempestade passou para o sudoeste de Nova Orleães em um caminho para noroeste. As paredes do olho norte e oeste cobriam o sudeste da Luisiana e a área de Nova Orleães das 20h até às 4h da manhã seguinte. Em Thibodaux ventos de 130 mph (210 km/h) a 140 mph (230 km/h) foram relatados. A agência meteorológica de Baton Rouge operava com alimentação auxiliar, sem comunicação telefônica. Por volta da 1h, o pior do vento e da chuva passou.
Betsy também conduziu uma onda de tempestade no Lago Pontchartrain, ao norte de Nova Orleães, e no Golfo do Rio Mississippi, um canal de navegação de águas profundas para o leste e sul. Os dique para a saída do Golfo do rio Mississippi ao longo da Florida Avenue no Lower Ninth Ward e em ambos os lados do Canal Industrial falharam. A água da enchente atingiu os beirais das casas em alguns lugares e alguns telhados de um andar na Ala Lower Ninth. Alguns moradores se afogaram em seus sótãos tentando escapar da enchente.
Essas rupturas de dique inundaram partes de Gentilly, Upper Ninth Ward e Lower Ninth Ward de Nova Orleães, bem como Arabi e Chalmette na vizinha Paróquia de St. Bernard. O presidente Lyndon Johnson visitou a cidade, prometendo ajuda federal ao prefeito de Nova Orleães, Vic Schiro.
Passaram-se dez dias ou mais antes que o nível da água em Nova Orleães baixasse o suficiente para que as pessoas voltassem para suas casas. Demorou ainda mais para restaurar as casas inundadas a uma condição habitável. Quem não tinha família ou amigos com casa seca tinha que dormir nos abrigos à noite e buscar mantimentos durante o dia, enquanto aguardava o governo federal providenciar socorro emergencial na forma de casas móveis. Ao todo, 164.000 casas foram inundadas na segunda chegada a terra.

As evidências sugerem que a construção barata e a má manutenção das estruturas levaram à quebra dos diques. No entanto, persiste o boato popular de que eles foram violados intencionalmente, possivelmente como um meio de salvar o Bairo Francês e o distrito comercial central.
Muitas das barcaças que navegavam no rio Mississippi foram atingidas pelo furacão. Uma das barcaças, MTC-602, continha 600 toneladas de cloro gasoso mortal contido em cilindros. O gás cloro, que foi usado com frequência como arma química na Primeira Guerra Mundial, é um irritante poderoso que pode causar danos aos olhos, nariz, garganta e pulmões e (em altas concentrações e exposição prolongada) causar morte por asfixia. Estima-se que a quantidade de cloro carregada na barcaça foi suficiente para matar 40.000 pessoas. A barcaça havia afundado perto de Baton Rouge, onde cerca de 300.000 pessoas viviam. Os residentes na área do porto foram evacuados até que a barcaça fosse recuperada. O presidente Lyndon B. Johnson ordenou que os engenheiros da Marinha e do Exército localizassem e levantassem a barcaça. Embora tenha levado meses para localizar e fazer os planos apropriados para elevar a barcaça, o processo real de erguê-la levou cerca de duas horas. A barcaça teria sido recuperada, sem problemas, em 12 de novembro de 1965.

### Mississippi
A tempestade produziu chuvas, marés altas e ventos fortes no Mississippi. Perto da fronteira com o Alabama, as marés de tempestade de 7 ft (2.1 m) foram relatados, enquanto variavam até 15 ft (4.6 m) perto da fronteira com a Luisiana. A velocidade do vento também variou muito em todo o estado. Em Pascagoula, ventos entre 40 and 65 mph (64 and 105 km/h) foram registados. Em contraste, os ventos foram superiores a 100 mph (160 km/h) em Bay St. Louis. Apesar dos ventos, muitos dos danos materiais no estado foram causados pelas marés de tempestade ao longo da Costa do Golfo. Ventos fortes e chuvas fortes causaram danos significativos às plantações nos condados deHarrison, Hancock, Mississippi, e Jackson, Mississippi. Em todo o estado, 25.000 pessoas perderam eletricidade e mais de 22.641 tiveram interrupções no serviço telefônico. No geral, os danos no estado do Mississippi totalizaram US$ 80 milhões (1965 USD).

### Alabama
Embora Betsy tenha permanecido bem ao sul e a oeste do Alabama ao longo de sua existência,  as suas bandas de chuva externas e fortes marés de tempestade causaram danos em algumas áreas do estado, particularmente no sul do estado. No litoral, as marés de tempestade causadas por Betsy foram as mais altas desde 1916. Marés altas atingindo 4.7 ft (56 in) em Mobile destruiram e danificaram alguns cais privados e edifícios à beira-mar. A estrada Mobile Bay Causeway e a infraestrutura adjacente foram inundadas pela tempestade; como resultado, a ponte foi fechada entre 9 e 10 de setembro. Ventos fortes também foram relatados no sul do Alabama. Rajadas de 80 mph (130 km/h) foram relatados na Ilha Dauphin, próximo à costa do Alabama; estes seriam os ventos ou rajadas mais fortes relatados em todo o estado. Da mesma forma, rajadas de 75 mph (121 km/h) foram estimados no porto do Alabama. No primeiro caso, danos menores foram relatados em residências e outros edifícios, e várias casas sofreram danos menores no telhado e na garagem. O Condado de Mobile relatou danos semelhantes. Danos extensos às linhas de serviços públicos nessas mesmas regiões também ocorreram. Os fortes ventos também resultaram na dilaceração de 20-25 por cento da colheita de nozes do estado de suas árvores. Os danos a outras safras foram insignificantes.
Embora as chuvas tenham ocorrido em todo o Alabama, a precipitação foi mais numerosa na parte norte do estado depois que Betsy passou a região ao norte como um ciclone tropical cada vez mais fraco. A precipitação atingiu o pico em 86 mm (3.39 in) em Guntersville. As bandas de chuva externas de Betsy também produziram dois tornados no estado. O primeiro ocorreu em uma área remota perto de Theodore e, como tal, não causou nenhum dano. No entanto, o segundo tornado, que pousou perto de Cullman no final de 11 de setembro, destruiu vários hectares de milho e arrancou mais de 300 árvores frutiferas. O tornado, descrito como de comprimento "estreito", também danificou levemente alguns prédios e arrancou várias outras árvores. Embora nenhum dano total exato possa ser calculado, o tornado causou algo entre US$ 5.500 e US$ 55.000 em danos. Em todo o estado, o furacão Betsy causou $ 500.000 em danos.

### Em outro lugar

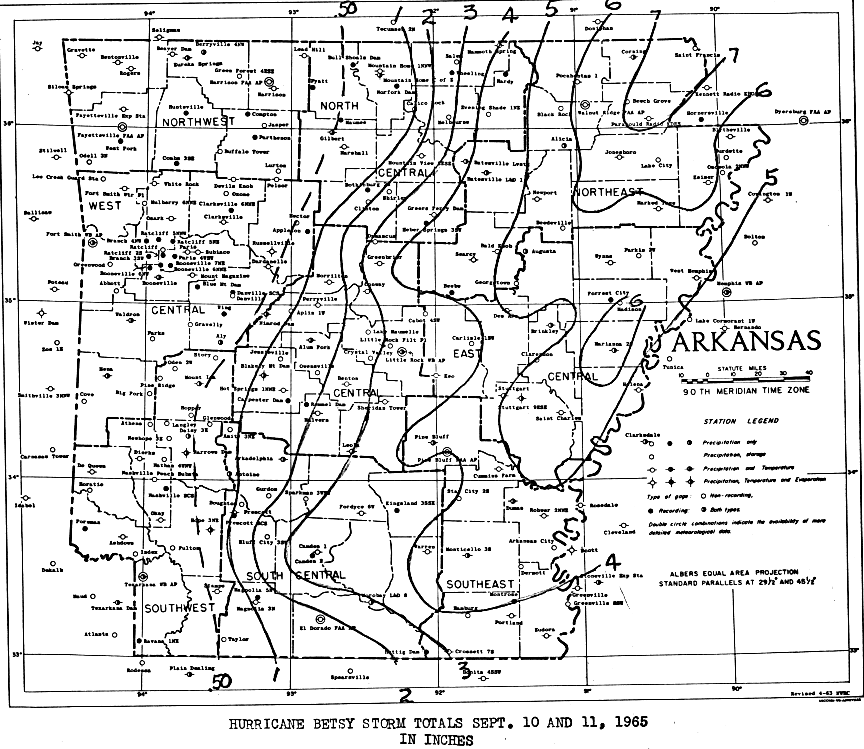
Total de chuvas em Arkansas

Embora os efeitos mais significativos do furacão Betsy nos Estados Unidos tenham se limitado às regiões costeiras, as áreas mais para o interior receberam chuvas e ventos fortes do ciclone tropical enfraquecido e seus remanescentes, com a precipitação se estendendo para o interior até o nordeste da Pensilvânia. Distantes de onde Betsy chegou a terra, os efeitos no Texas foram mínimos, apesar das evacuações em grande escala em Sabine Pass antes da chegada a terra. Em Port Arthur, uma estação recebeu apenas 0.51 mm (0.02 in) de chuva, juntamente com marés de tempestade 2.4 ft (0.73 m) acima do nível médio do mar. A partir de 10 e 11 de setembro, Betsy passou pelo Arkansas, que experimentou os piores efeitos nos Estados Unidos fora dos estados adjacentes ao Golfo do México. O maior total de chuva relatado do furacão no estado foi em Wynne, onde caiu 204 mm (8.02 in) de chuva. Regiões circunvizinhas no nordeste do Arkansas relataram pelo menos 150 mm (6 in) de chuva. A forte precipitação e as inundações resultantes danificaram as colheitas de algodão e arroz. Grande parte da safra de arroz nas porções leste e sul do estado foi achatada pelas chuvas e, portanto, era altamente suscetível a chuvas futuras. Um terço do algodão, grande parte desfolhado, foi perdido na chuva. No entanto, essas perdas foram compensadas pelo aumento da produtividade da soja resultante das mesmas chuvas. Vários ramos de nogueiras foram derrubados, embora, em relação à produção geral de nozes para o estado, essas perdas tenham sido insignificantes. As chuvas também fizeram com que os rios Preto e Branco na parte leste do estado subissem de 3 ft (0.91 m) a 7 ft (2.1 m); no entanto, eles não excederam o estágio de inundação. Os restos de Betsy foram estimados para ter trazido ventos de 50–70 mph (80–113 km/h) todo o estado. A maioria dos ventos mais fortes estava no quadrante norte do ciclone tropical que se enfraquecia, à medida que avançava pelo Arkansas. No entanto, as rajadas de vento medidas mais altas foram cronometradas apenas em 45 mph (72 km/h) em estações em Pine Bluff e Walnut. Os fortes ventos destruíram as linhas elétrocas, deixando centenas de consumidores de eletricidade sem energia por vários dias. No entanto, as equipas elétricas regionais foram capazes de restaurar a maior parte da energia na noite de 11 de setembro. Quatro pessoas foram mortas pela passagem do furacão em todo o estado.
Em Illinois, os remanescentes do furacão Betsy trouxeram fortes chuvas para as porções do extremo sul do estado durante um período de três dias, variando de 76–152 mm (3–6 in); o maior total registado foi 159 mm (6.25 in) no Cairo, Illinois. A mesma estação registou 159 mm (6.25 in) de chuva em um período de 24 horas. O dano resultante, se existiu, foi menor, embora danos menores tenham ocorrido nas safras de algodão e soja na área do Cairo. Granizo e ventos fortes na região de Bluegrass de Kentucky danificaram campos de tabaco e causaram danos a 35 casas móveis e vários outros telhados. Embora nenhuma morte tenha sido diretamente associada aos efeitos de Betsy, um carro perdeu o controle durante uma tempestade no condado de Gallatin e, posteriormente, caiu; os dois ocupantes mais tarde desapareceram e foram considerados mortos. O vento forte no condado de Montgomery derrubou árvores. No oeste do Tennessee, chuvas moderadas a fortes em conjunto com rajadas de até 40 mph (64 km/h) foram relatados. A precipitação atingiu o pico no estado em 153 mm (6.01 in) em Ripley. Embora muitas das chuvas tenham sido benéficas para o setor agrícola da região, também foram relatadas inundações localizadas. Ventos estimados entre 25–35 mph (40–56 km/h) derrubaram algumas safras de algodão e milho. Outro campos de algodão foram danificadas, enquanto a soja foi derrubada, dificultando a colheita mecânica.

Mais ao norte e ao leste, as chuvas que Betsy produziu foram benéficas, pois a tempestade havia se enfraquecido substancialmente no momento em que se aproximou dessas regiões.  As franjas externas de Betsy causaram chuvas moderadas nos estados do sudeste da Carolina do Norte, Geórgia e Carolina do Sul, onde a precipitação total do estado atingiu um pico de 92 mm (3.64 in) em Randleman, 88 mm (3.48 in) em Ailey e 56 mm (2.21 in) em Laurens, respectivamente. Marés de tempestade atingindo o pico de 7 ft (2.1 m) largo da Carolina do Sul causou danos menores à praia durante a abordagem inicial de Betsy dos Estados do Atlântico Sul em 7 de setembro. Na Virginia Ocidental, as chuvas ajudaram a saturar os solos usados para o cultivo, beneficiando a produção agrícola. A partir de 11 de setembro–13, as chuvas de Betsy foram sentidas em toda a Pensilvânia. A precipitação atingiu o pico de 38 mm (1.5 in) nas regiões central e nordeste do estado. Mais ao sul, em Maryland e Delaware, as chuvas também foram benéficas para as terras cultiváveis. A precipitação no primeiro atingiu um pico de 65 mm (2.55 in) em Bittinger, enquanto a precipitação neste último atingiu um pico de 46 mm (1.83 in).

## Rescaldo
O Programa de Proteção contra Furacões do Corpo de Engenheiros do Exército dos EUA surgiu como resultado de Betsy. O Corpo de exército construiu novos diques para Nova Orleães que eram mais altos e feitos de material mais resistente, projetados especificamente para resistir a um furacãi de categoria 3 de movimento rápido como Betsy (Betsy foi retroativamente atualizado para categoria 4 na época de seu desembarque na Luisiana em 2019). As melhorias resultantes do dique falharam quando o furacão Katrina, um furacão grande, lento e intenso, atingiu a costa perto de Nova Orleães em 29 de agosto de 2005.

### Aposentadoria
Devido à extensão da tempestade e à gravidade dos impactos, o nome Betsy, no seu terceiro uso, também foi usado em 1956 e 1961, foi retirado do conjunto de listas rotativas usadas para nomear ciclones tropicais no Atlântico. Isso fez do Betsy o único ciclone tropical retirado do Atlântico em 1965 e o décimo quinto desde que a retirada dos nomes de ciclones tropicais começou oficialmente em 1954. Consequentemente, o nome foi substituído por Blanche para a temporada de 1969. Por outro lado, o nome Blanche foi usado novamente em 1975 antes que o National Hurricane Center, ainda no princípio da temporada, entregasse o controle da nomenclatura de ciclones tropicais em sua área de responsabilidade à Organização Meteorológica Mundial em 1977, após o que o nome Blanche não era mais usada.

### Furacão Betsy na cultura popular
- Em abril 1969,[110] artista de blues texano Sam John "Lightnin '" Hopkins escreveu a canção Hurricane Betsy como a quarta faixa do álbum The Texas Bluesman.[110][111]
- A música Georgia. . . arbusto foi gravada pelos artistas DJ Drama e Lil Wayne e lançada junto com a mixtape Dedication 2 em 4 de setembro, 2006.[112] Produzida por Vudu Spellz, a canção descreveu um relato em primeira pessoa sobre o furacão Katrina e castrou o presidente dos Estados Unidos, George W. Bush, ao mesmo tempo em que acusava racismo institucional.[113] Parte da letra da música - "A mesma merda aconteceu no furacão Betsy / 1965" - faz referência direta ao furacão Betsy , implicando que o governo destruiu intencionalmente diques de forma que o Lower Ninth Ward estaria inundando e protegendo assim propriedades mais caras à beira do lago.[114]
- Escrito por Rachelle Burk e ilustrado por Rex Schneider, o romance infantil Tree House in a Storm é uma narrativa fictícia de dois irmãos cuja casa na árvore, que por muito tempo serviu como um refúgio seguro, foi destruída pelo furacão Betsy.[115]